# We Lost the Skyline
We Lost the Skyline (también conocido como Transmission 7.1) es un álbum en directo de la banda inglesa de rock progresivo Porcupine Tree grabado en la tienda Park Avenue CD de Orlando, Florida, EE. UU., ante más de doscientas personas y publicado el 18 de febrero de 2008 en formato CD y justo un mes después en vinilo. Aunque en un principio aparecería toda la banda tocando en este concierto, este solo tuvo como protagonistas a los guitarristas Steven Wilson y John Wesley. 
Aunque en un principio el disco solo estuvo disponible por correo en formato CD, finalmente se puso a la venta en las tiendas independientes de los Estados Unidos que han apoyado a Porcupine Tree durante los últimos años. También fue publicado en Polonia en una pequeña edición. Próximamente se publicará este disco en formato digipak con una portada diseñada por Lasse Hoile.

## Lista de canciones

### CD
1. "The Sky Moves Sideways" - 4:02
2. "Even Less" - 3:27
3. "Stars Die" - 4:33
4. "Waiting" - 3:52
5. "Normal" - 4:52
6. "Drown with Me" - 4:09
7. "Lazarus" - 4:29
8. "Trains" - 4:04

### Vinilo

#### Cara uno
1. "The Sky Moves Sideways" - 4:02
2. "Even Less" - 3:27
3. "Stars Die" - 4:33
4. "Waiting" - 3:52

#### Cara dos
1. "Normal" - 4:52
2. "Drown with Me" - 4:09
3. "Lazarus" - 4:29
4. "Trains" - 4:04

## Personal
- Steven Wilson - voz, guitarra eléctrica y acústica
- John Wesley - guitarra eléctrica, coros (pistas 4-8)
- Darren Schneider - ingeniero
- Joe Jachino, Shane Fitzgerald, Tyler Tapp, Michael Escobar, Stephen Spencer - ingenieros asistentes
- Matt Gorney - productor

- Datos: Q349943